# 진정일
진정일(1981년 5월 12일 ~ )은 대한민국의 성우이다. 2010년 EBS 22기 공채 성우로 데뷔하였다.

## 주요 출연작품

### 애니메이션
- 다이노코어 에볼루션(SBS) - 메가 디파이터 트리
- 미앤마이로봇(EBS)
- 명탐정 코난(15기, 투니버스) - 강호진
- 어린 왕자(EBS)
- 이토 준지 컬렉션 - 사거리의 미소년
- 한국사 시간여행(EBS) - 김철 / 이방 / 왜군 대장
- 허풍선이 과학쇼 시즌2(EBS) - 머레이

### 영화
- 베토벤(EBS)
- 패딩턴(2015) -극장상영- (클라이드,경찰 외 다수)

### 외화
- 태스크포스캅(텔레노벨라) - 레오

### 내레이션
- EBS1 다큐 시선 2회: 사장님 오늘은 얼마 버셨어요?
- EBS1 다큐 시선 67회: 수리수리 얍, 청계천 마이스터
- EBS1 다큐 시선 75회: 당신의 음식값, 만족하십니까?
- EBS1 다큐 시선 82회: KM-53 백두대간을 기억하다
- EBS1 다큐 오늘-사냥꾼 식물
- KBS1 걸어서 세계속으로

### 게임
- 월드 오브 워크래프트
- 블리자드 하스스톤
- 오버워치 - 정크랫
- 히어로즈 오브 더 스톰-가즈로
- 로스트아크 - 쿠크세이튼

### 기타
- 현대모비스 "배틀 로얄 카 레이싱, DOA 2022" - Mars, Killaz

### 광고
- 2017 그랜저 IG_주행성능 편
- LG G5 Friends - How to play #01, #02, #03
- 현대차그룹 기프트카 시즌7 청년창업 - 김애선 편
- KFC
- SK이노베이션